# Bola de críquete

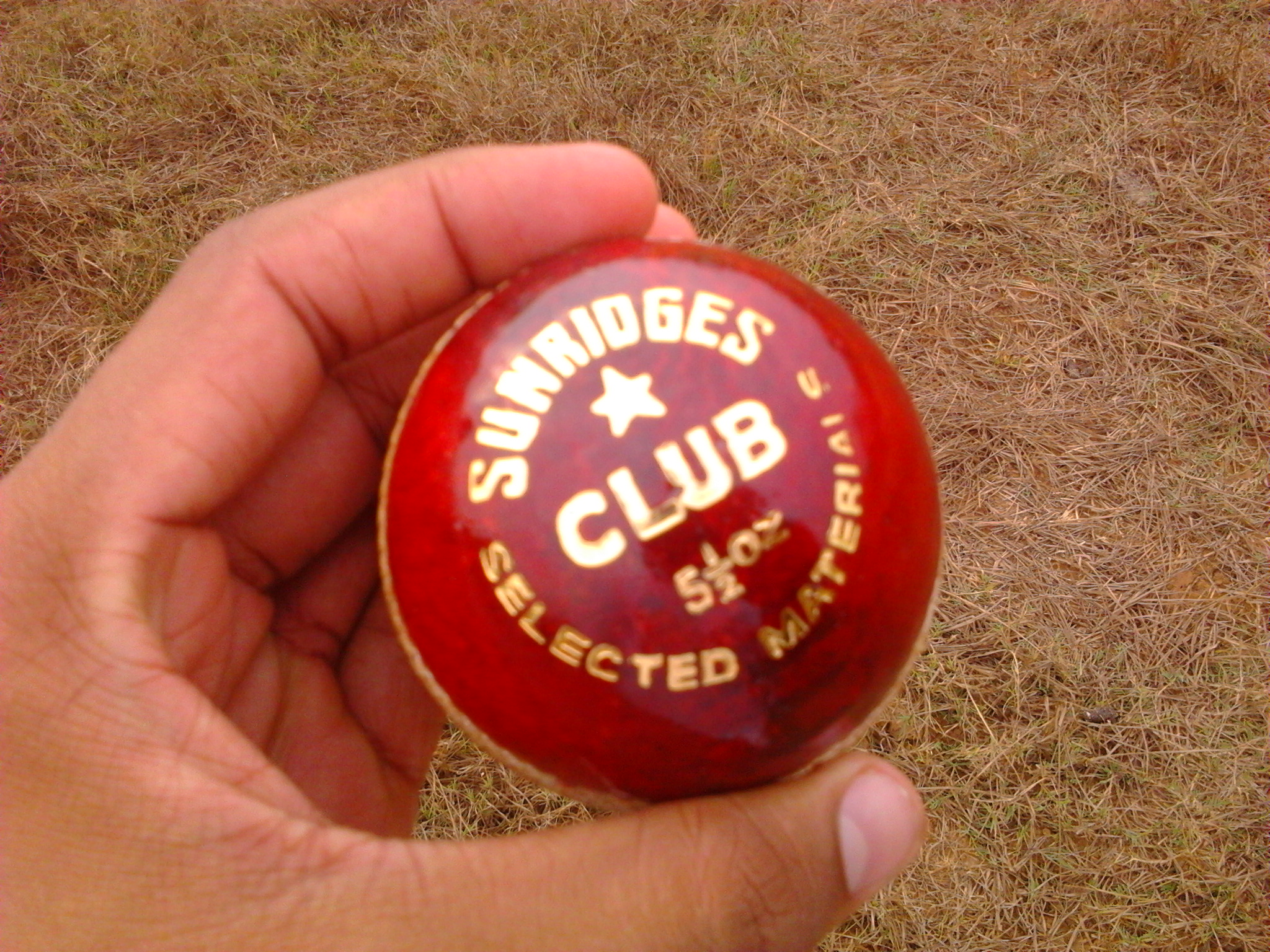
Uma bola de críquete

Uma bola de críquete é uma bola sólida e dura usada para jogar críquete. Uma bola de críquete consiste em um núcleo de cortiça enrolado com um barbante e depois uma capa de couro costurada, e a fabricação é regulamentada pela lei do críquete em nível de primeira classe. A trajetória de uma bola de críquete quando lançada, por meio do movimento no ar e fora do solo, é influenciada pela ação do lançador e pela condição da bola e do campo, enquanto trabalha na bola de críquete para obter uma condição ideal é um papel fundamental do lado do campo. O principal método pelo qual o rebatedor corre é acertando a bola, com o taco, em uma posição onde seria seguro dar uma corrida, ou direcionando a bola através ou além do limite. As bolas de críquete são mais duras e pesadas do que as bolas de beisebol.
No críquete de teste, jogos domésticos profissionais que se estendem por vários dias, e quase na totalidade do críquete amador, a tradicional bola vermelha de críquete é normalmente usada. Em muitas partidas de críquete de um dia, uma bola branca é usada para permanecer visível sob os holofotes e, desde 2010, o rosa foi introduzido para contrastar com as roupas brancas dos jogadores e para melhorar a visibilidade noturna durante as partidas de teste dia / noite. Bolas de treino brancas, vermelhas e rosa também são comuns, e bolas de tênis e outras bolas de tamanhos semelhantes podem ser usadas para treinar ou partidas informais de críquete. Durante as partidas de críquete, a qualidade da bola muda a um ponto em que não é mais utilizável e, durante esse declínio, suas propriedades se alteram e, portanto, podem influenciar a partida. Alterar o estado da bola de críquete fora dos modos permitidos designados nas regras do críquete é proibido durante uma partida, e a chamada " violação da bola " resultou em inúmeras controvérsias.
Lesões e mortes foram causadas por bolas de críquete durante as partidas. Os perigos apresentados pelas bolas de críquete foram um dos principais motivadores para a introdução de equipamentos de proteção.

## Fabricação
British Standard BS 5993 especifica os detalhes de construção, dimensões, qualidade e desempenho das bolas de críquete.
Uma bola de críquete é feita com um núcleo de cortiça, que é coberto por uma caixa de couro com uma costura levemente levantada. Em uma bola de alta qualidade adequada para os mais altos níveis de competição, a cobertura é construída com quatro peças de couro em forma semelhante à casca de uma laranja esquartejada, mas um hemisfério é girado 90 graus em relação ao outro. O "equador" da bola é costurado com barbante para formar a costura proeminente da bola, com seis fileiras de pontos. As duas junções restantes entre as peças de couro são costuradas internamente formando o quarto da costura . Bolas de qualidade inferior com cobertura de duas peças também são populares para prática e competição de nível inferior devido ao seu custo mais baixo.
| Homens e meninos com 13 anos ou mais   | 5,5 a 5,75 onça (massa)s (156 a 163 g)                                    | 8,81 a 9 polegadas (224 a 229 mm)                                         |                                                                           |                                                                           |
| Mulheres e meninas com 13 anos ou mais | 4,94 a 5,31 onça (massa)s (140 a 151 g)                                   | 8,25 a 8,88 polegadas (210 a 226 mm)                                      |                                                                           |                                                                           |
| Crianças menores de 13 anos            | 4,69 a 5,06 onça (massa)s (133 a 143 g)                                   | 8,06 a 8,69 polegadas (205 a 221 mm)                                      |                                                                           |                                                                           |
| Crianças mais novas                    | Uma bola de plástico como uma " bola de críquete Kwik " costuma ser usada | Uma bola de plástico como uma " bola de críquete Kwik " costuma ser usada | Uma bola de plástico como uma " bola de críquete Kwik " costuma ser usada | Uma bola de plástico como uma " bola de críquete Kwik " costuma ser usada |

A natureza da bola de críquete varia ligeiramente de acordo com seu fabricante. As bolas Kookaburra brancas são usadas em partidas internacionais de um dia e 20-20, enquanto as Kookaburras vermelhas são usadas em partidas de teste na maioria das doze nações test-playing, exceto para as Índias Ocidentais, Irlanda e Inglaterra, que usam Dukes, e Índia, que usa bolas SG.

## O uso

### Cor

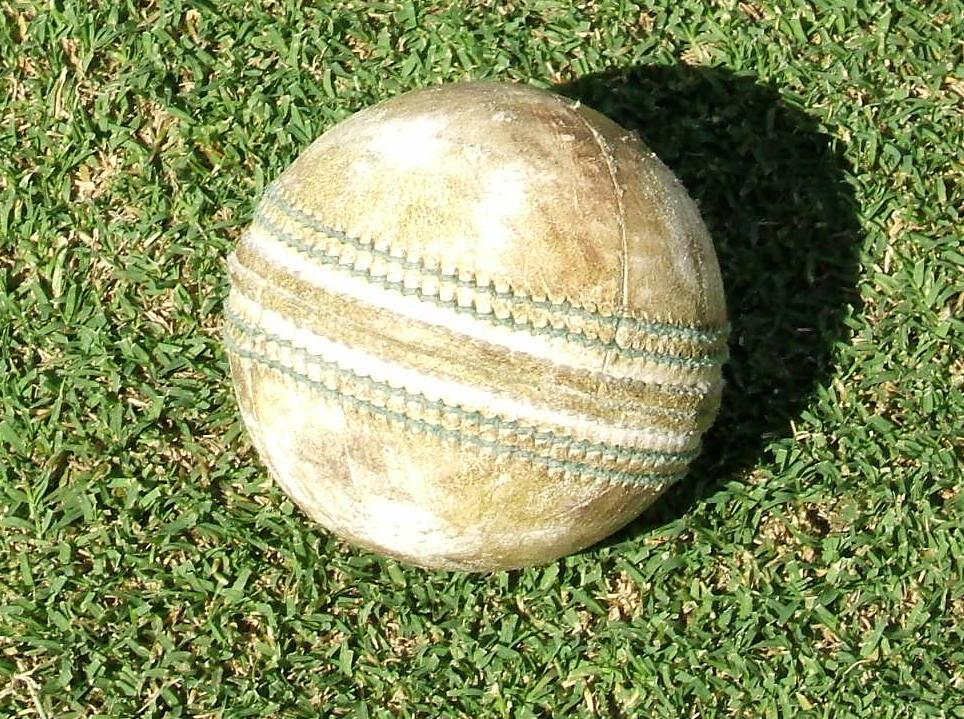
Bolas brancas são usadas em muitas partidas de críquete limitadas, especialmente aquelas envolvendo holofotes (jogos diurnos / noturnos). Isso ocorre porque uma bola vermelha sob holofotes amarelos adquire uma cor acastanhada que é muito semelhante à cor do campo

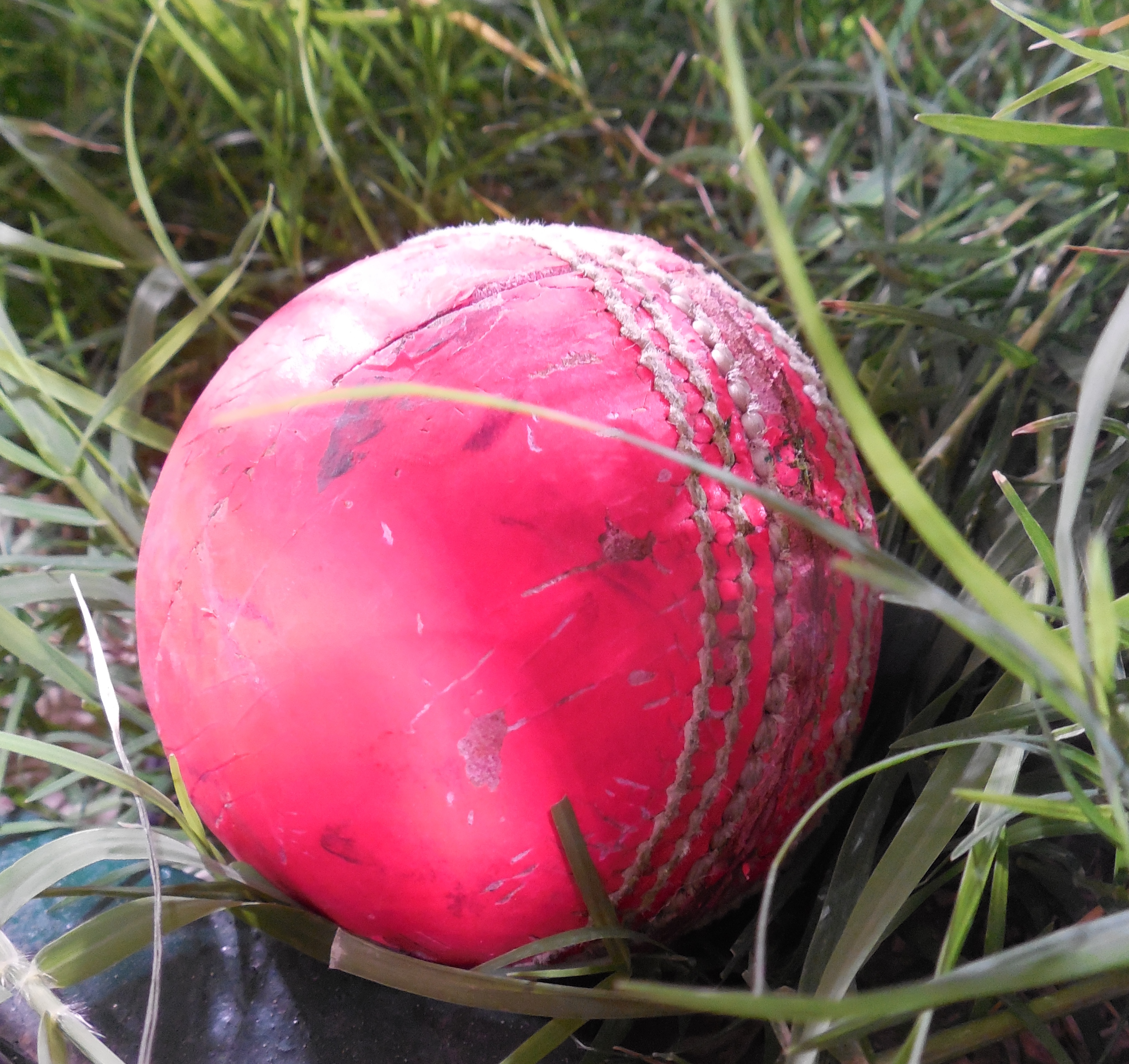
Uma bola de críquete rosa. As bolas rosa se deterioram mais lentamente do que as bolas brancas, mas têm melhor visibilidade noturna do que as bolas vermelhas, o que as torna a bola mais adequada para o teste de críquete diurno e noturno.

As bolas de críquete são tradicionalmente vermelhas, e as bolas vermelhas são usadas no críquete de teste e no críquete de primeira classe, mas as propostas para a introdução de outras cores datam de pelo menos 1937.
As bolas brancas foram introduzidas quando os jogos de um dia começaram a ser jogados à noite sob os holofotes, pois são mais visíveis à noite; todas as partidas profissionais de um dia agora são jogadas com bolas brancas, mesmo quando não são jogadas à noite. Descobriu-se que as bolas brancas se comportam de maneira diferente das bolas vermelhas: principalmente, elas balançam muito mais durante a primeira metade de um turno do que as bolas vermelhas e se deterioram mais rapidamente. Os fabricantes afirmam que as bolas brancas e vermelhas são fabricadas usando os mesmos métodos e materiais exceto o tingimento do couro. Outro problema associado às bolas de críquete brancas usadas em One Day Internationals é que elas rapidamente ficam sujas ou de cor opaca, o que torna mais difícil para os batedores ver a bola após 30–40 saldos de uso. Desde outubro de 2012, isso tem sido gerenciado pelo uso de duas novas bolas brancas em cada entrada, com uma bola diferente usada em cada final do boliche; a mesma estratégia foi usada nas Copas do Mundo de Críquete de 1992 e 1996 . Entre outubro de 2007 e outubro de 2012, a questão foi gerenciada usando uma nova bola desde o início do turno, depois trocando-a no final do 34º por uma "bola recondicionada", que não era nova nem muito suja para ver. Antes de outubro de 2007, exceto durante as Copas do Mundo de 1992 e 1996, apenas uma bola era usada durante um turno de um ODI e ficava a critério dos árbitros trocar a bola se fosse difícil de ver.
As bolas com coloração rosa foram desenvolvidas na década de 2000 para permitir testes e partidas de primeira classe disputadas à noite. A bola vermelha não é adequada para testes noturnos devido à baixa visibilidade, e a bola branca não é adequada para críquete de primeira classe porque se deteriora rapidamente e não pode ser usada para oitenta overs conforme especificado nas regras, então a bola rosa foi projetada para fornecer um compromisso satisfatório em ambas as questões. Ainda é considerado mais difícil de ver do que uma bola branca; e o couro é mais tingido do que uma bola vermelha, o que preserva melhor sua cor e visibilidade à medida que se desgasta, mas também lhe dá características de desgaste ligeiramente diferentes. Ele teve um bom desempenho nos testes e no críquete de primeira classe para ser aprovado para uso no críquete internacional. Uma bola rosa foi usada pela primeira vez em uma partida internacional em julho de 2009, quando a seleção feminina da Inglaterra derrotou a Austrália em uma partida de um dia em Wormsley, e uma bola rosa foi usada em uma partida de teste durante o dia e a noite para o primeira vez em novembro de 2015. Outras cores também foram experimentadas, como amarelo e laranja (composto brilhante), para melhorar a visibilidade noturna, mas o rosa provou ser a opção preferida.

### Status atual
Em 2014, a bola usada em jogos de críquete de teste na Inglaterra tinha um preço de varejo recomendado no Reino Unido de £ 100. Em uma partida de críquete de teste, essa bola é usada por um mínimo de 80 saldos (teoricamente cinco horas e vinte minutos de jogo), após o que o lado em campo tem a opção de usar uma nova bola. No críquete profissional de um dia, pelo menos duas bolas novas são usadas para cada partida. Os jogadores de críquete amadores geralmente precisam usar bolas velhas ou substitutas baratas, caso em que as mudanças na condição da bola podem ser diferentes das do críquete profissional.
Existem três fabricantes principais de bolas de críquete usadas em jogos internacionais: Kookaburra, Dukes e SG . O fabricante das bolas vermelhas (ou rosa) usadas para os testes varia de acordo com o local: a Índia usa SG; Inglaterra, Irlanda e Índias Ocidentais usam duques; e todos os outros países usam Kookaburra. As bolas dos diferentes fabricantes se comportam de maneira diferente: por exemplo, as bolas de Duke têm uma costura mais orgulhosa e tendem a balançar mais do que as bolas de Kookaburra - proporcionando a vantagem de jogar em casa quando se joga contra um time não familiarizado com a bola. Todas as partidas internacionais limitadas, independentemente do local, são jogadas com bolas Kookaburra brancas. As bolas dos Duques Brancos foram usadas na Copa do Mundo de Críquete de 1999, mas a bola se comportou de forma mais irregular do que as do Kookaburra e os Duques Brancos não foram mais usados desde então. As competições domésticas podem usar um fabricante nacional: por exemplo, o Paquistão usa bolas cinzas em suas competições de primeira classe.
As bolas de críquete podem ser lançadas em cerca de 160km / h (100mph) por pace bowlers e feitos para desviar de um curso reto, tanto no ar (conhecido como 'swing') e fora do solo (conhecido como 'seaming'). Um lançador de spin dá revoluções laterais na bola no ponto de lançamento, de modo que quando ela quica, ela se desvia de um curso reto. Como os tacos de críquete ficaram mais grossos, a bola agora pode ser rebatida bem mais de 100 metros antes de tocar o solo.
O comentarista de críquete e ex-jogador de teste Simon Doull observou que as bolas de críquete produzidas após a Copa do Mundo de Críquete de 2015 produziram muito menos swing, independentemente do fabricante. Foi dito que isso ficou aparente no Troféu dos Campeões da ICC de 2017, mesmo em campos britânicos tradicionalmente amigáveis para o swing, especialmente com bolas brancas, mas o ex-jogador das Índias Ocidentais Ian Bishop não estava disposto a apoiar isso.

## Condição de uma bola de críquete

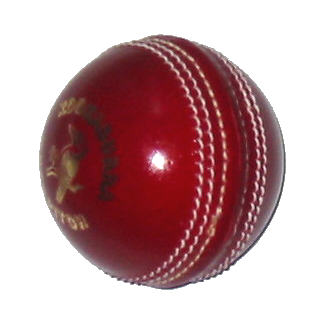
Uma bola de críquete nova

No cricket de teste, uma nova bola é usada no início de cada entrada em uma partida. Em Limited Over Internationals, duas novas bolas, uma de cada final, são usadas no início de cada entrada. Uma bola de críquete não pode ser substituída, exceto sob condições específicas descritas nas Leis do Críquete:
- Se a bola for danificada ou perdida.
- Se a condição da bola for modificada ilegalmente por um jogador.
- No cricket Test, após 80 saldos, o capitão da equipa do bowling tem a opção de levar uma nova bola.

A bola não é recolocada se for atingida pela multidão - a multidão deve devolvê-la. Se a bola for danificada, perdida ou modificada ilegalmente, ela será substituída por uma bola usada em uma condição semelhante à bola substituída. Uma nova bola só pode ser usada após o número mínimo de saldos especificado ter sido lançado com a antiga.
Como uma única bola é usada por um longo período de jogo, sua superfície se desgasta e se torna áspera. Os jogadores de boliche podem polir sempre que possível, geralmente esfregando nas calças, produzindo a mancha vermelha característica que muitas vezes pode ser vista lá. No entanto, eles geralmente irão polir apenas um lado da bola, a fim de criar um 'balanço' enquanto ela viaja pelo ar. Eles podem aplicar saliva ou suor na bola enquanto a polem. A prática de aplicar saliva foi proibida pelo ICC durante a pandemia COVID-19 em andamento. Em um comunicado à imprensa de junho de 2020, o ICC anunciou que "Uma equipe pode receber até duas advertências por turno, mas o uso repetido de saliva na bola resultará em uma penalidade de 5 corridas para o lado batedor. Sempre que saliva é aplicada à bola, os árbitros serão instruídos a limpar a bola antes do recomeço do jogo ".
A costura de uma bola de críquete também pode ser usada para produzir diferentes trajetórias no ar, com a técnica conhecida como swing bowling, ou para produzir movimentos laterais ao rebater para fora do campo, com a técnica conhecida como seam bowling .
Uma vez que a condição da bola de críquete é crucial para a quantidade de movimento no ar que um jogador pode produzir, as leis que regem o que os jogadores podem ou não fazer com a bola são específicas e rigorosamente aplicadas. Os árbitros irão inspecionar a bola freqüentemente durante uma partida. Se a bola estiver fora de forma devido ao desgaste normal devido a rebatidas e bola batendo no campo, uma bola de uso e condição semelhante será usada como uma substituição: por exemplo, uma bola com cerca de 30 overs será substituída por uma bola com cerca de a mesma idade.
É ilegal para um jogador:
- Esfregue qualquer substância além de saliva ou suor na bola
- esfregue a bola no chão
- raspe a bola com qualquer objeto áspero, incluindo as unhas
- pegar ou levantar a costura da bola.
- aplique saliva na bola (em andamento devido à pandemia COVID-19 )

Apesar dessas regras, pode ser tentador para os jogadores ganhar uma vantagem quebrando-as. Houve um punhado de incidentes de suposta violação de bola nos níveis mais altos do críquete
Uma nova bola de críquete é mais difícil do que uma gasta e é preferida por jogadores rápidos por causa da velocidade e do rebatimento da bola fora do campo. Bolas mais velhas tendem a girar mais à medida que a aspereza agarra mais o campo quando a bola quica, então os jogadores que jogam spin preferem usar uma bola gasta, embora uma bola com cerca de 8-10 overs ainda seja útil para um girador, pois pode obter mais deriva no ar. O desgaste desigual em bolas mais antigas também pode tornar possível o giro reverso. Um capitão pode atrasar a solicitação de uma nova bola se preferir que os lançadores giratórios operem, mas geralmente pede a nova bola logo após ela estar disponível.

## Perigos das bolas de críquete

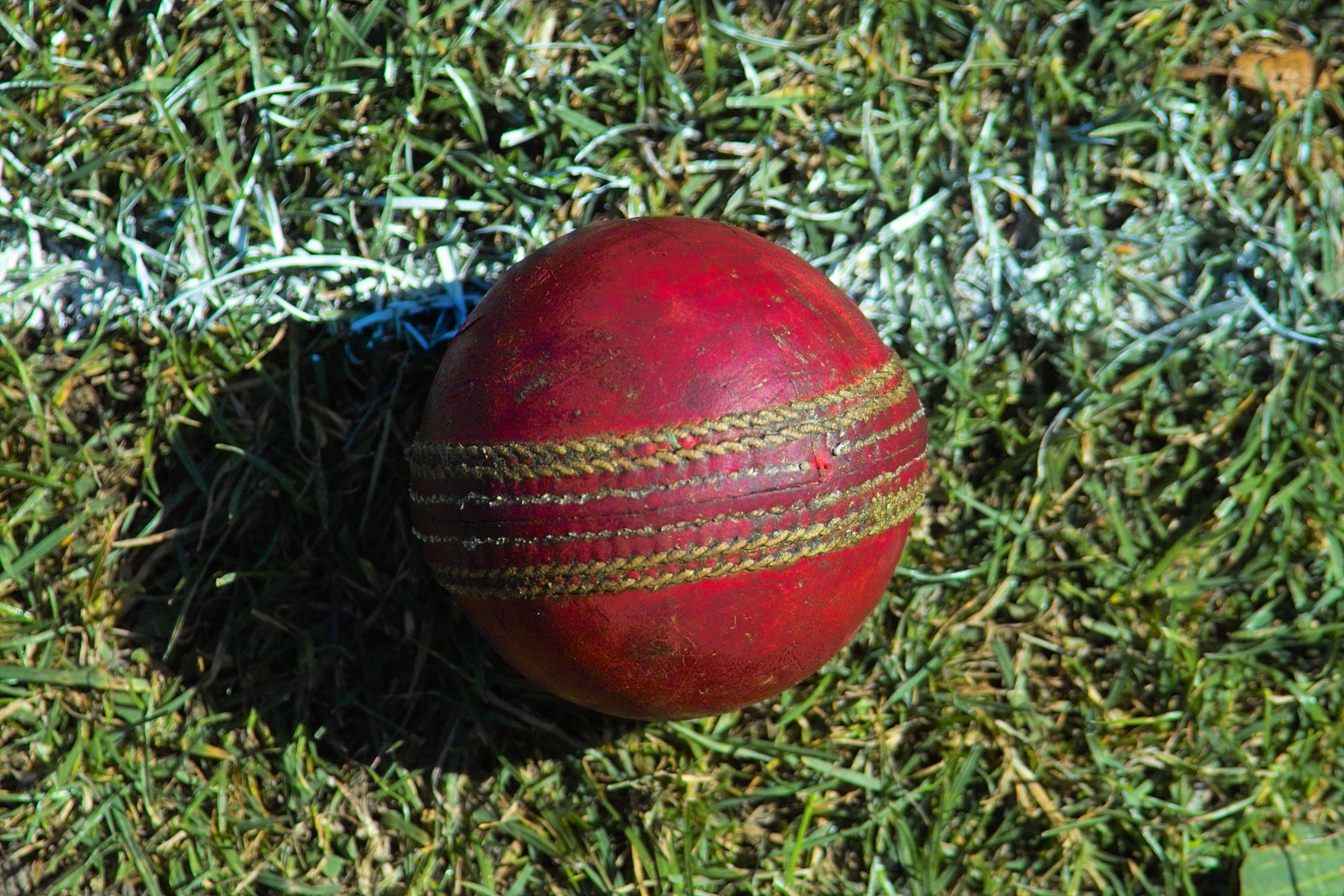
Uma bola de críquete usada

As bolas de críquete são duras e potencialmente letais, por isso a maioria dos batedores e defensores próximos costumam usar equipamentos de proteção . Lesões em bolas de críquete são bastante frequentes, incluindo olhos (com alguns jogadores tendo perdido os olhos), cabeça e rosto, dedos das mãos e dos pés, dentes e lesões testiculares.
Frederico, Príncipe de Gales (1707-1751) é frequentemente dito que morreu de complicações após ser atingido por uma bola de críquete, embora a conexão entre o incidente e sua causa real de morte não seja comprovada. O jogador do Glamorgan, Roger Davis, foi gravemente ferido por uma bola em 1971, quando foi atingido na cabeça enquanto estava em campo. O batedor indiano Nariman 'Nari' Contractor teve que se aposentar do jogo após ser atingido na cabeça por uma bola nas Índias Ocidentais em 1962.
Em 1998, o jogador de críquete indiano Raman Lamba morreu quando uma bola de críquete atingiu sua cabeça em uma partida de um clube em Dhaka. Lamba estava jogando na perna curta do atacante sem capacete quando uma bola acertada pelo batedor Mehrab Hossain o acertou com força na cabeça e rebateu para o goleiro Khaled Mashud .
Um árbitro de críquete, Alcwyn Jenkins, morreu em 2009 em Swansea, País de Gales, após ser atingido na cabeça por uma bola lançada por um defensor.
Em 27 de outubro de 2013, o jogador de críquete sul-africano Darryn Randall morreu após ser atingido na cabeça pela bola durante a rebatida. Ele desmaiou imediatamente e foi levado às pressas para o Hospital Alice, mas a equipe médica não conseguiu reanimá-lo.
Em novembro de 2014, o batedor da Austrália e do Sul da Austrália, Phillip Hughes, morreu aos 25 anos em um hospital de Sydney depois de ser atingido na lateral do pescoço por um segurança jogado no boliche por Sean Abbott durante um jogo do Sheffield Shield. Na mesma semana, Hillel Oscar, árbitro e ex-capitão da seleção israelense de críquete, morreu após ser atingido no pescoço por uma bola.
Em 14 de agosto de 2017, Zubair Ahmed morreu após ser atingido na cabeça enquanto batia em uma partida de clube disputada no distrito de Mardan, Khyber Pakhtunkhwa, Paquistão.

## Alternativas para bolas de críquete

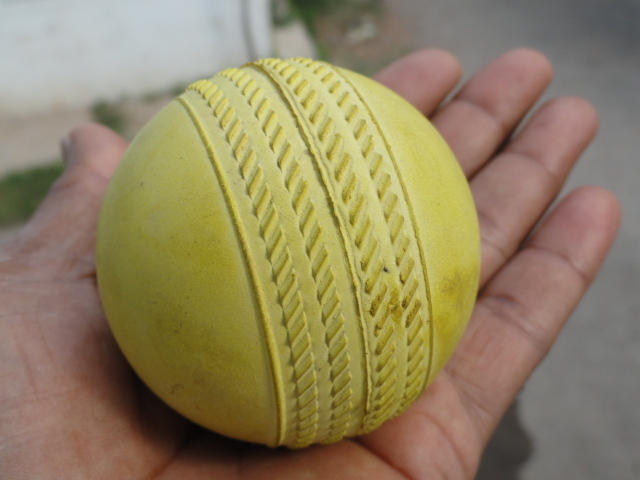
Uma bola de críquete alternativa amarela

Às vezes, alternativas para uma bola de críquete real podem ser preferidas por razões de segurança, disponibilidade e custo. Os exemplos incluem uma bola de tênis e uma versão de plástico da bola de críquete.
Muitos jogadores casuais usam uma bola de tênis enrolada em camadas de algum tipo de fita adesiva (geralmente fita isolante), o que torna a bola de tênis relativamente macia mais dura e lisa. Isso é comumente conhecido como bola de fita. Uma variante comum é colocar fita adesiva apenas na metade da bola de tênis, para fornecer dois lados diferentes e facilitar o lançamento com quantidades prodigiosas de swing .
Os jogadores mais jovens costumam usar bolas de tênis ou uma 'bola de vento' de plástico cheia de ar por razões de segurança antes de usar a bola de críquete 'dura' após uma certa idade: o críquete de bola de vento também é um esporte popular por direito próprio. Eles também podem usar uma 'IncrediBall' ou uma 'Aeroball' enquanto fazem a passagem entre as bolas de vento e as bolas de críquete 'duras'. Essas bolas são projetadas para imitar a sensação, a velocidade e o salto de uma bola dura normal, mas suavizam ao entrar em contato com objetos em alta velocidade, reduzindo o risco de lesões.